# Race-Point-Leuchtturm
Der Race-Point-Leuchtturm ist ein Leuchtturm an der Küste des US-amerikanischen Bundesstaats Massachusetts in Neu-England im Barnstable County.

## Geografie
Der Leuchtturm liegt auf dem Gebiet der Stadt Provincetown am nordwestlichen Ende der Halbinsel Cape Cod an der Einfahrt in die Massachusetts Bay. Der Standort des Turms inmitten von Dünen bildet zugleich das nordwestliche Ende des National Seashore Cape Cod National Seashore.

## Geschichte
Der erste Leuchtturm am Race Point war der dritte auf Cape Cod. Er wurde im Jahr 1816 als Bruchsteingebäude errichtet und war einer der ersten mit umlaufendem Leuchtfeuer. 1858 wurde er mit einer Fresnel-Linse vierter Ordnung ausgestattet. 1874 wurde ein zweites Leuchtturmwärterhaus errichtet, dem 1875 der Bau eines neuen Turms aus innen mit Backsteinen verkleideten Eisensegmenten und ein Neubau des ersten Wärterhauses folgte. Der Leuchtturm wurde im Jahre 1957 elektrifiziert. Die Station für das Nebelhorn wurde von einem kohlebefeuerten Dampferzeuger auf ein Dieselaggregat umgestellt. 1978 wurden der Betrieb des Leuchtturms und des Nebelhorns automatisiert.
Das Licht des Turms hat eine Reichweite von 16 Nautischen Meilen (ca. 30 km).

## Nutzung der Nebengebäude
Das alte Wärterhaus wurde 1960 abgebrochen. Das kleinere Haus wurde 1995 aus Mitteln des Cape Cod Chapter der American Lighthouse Foundation renoviert, ebenso das Nebelhornhaus. Beide Gebäude können für touristische Zwecke angemietet werden.
Der Race-Point-Leuchtturm wurde 1987 im Rahmen der Multiple Property Submission Lighthouses of Massachusetts MPS als Race Point Light Station in das National Register of Historic Places unter der Nummer 87001482 eingetragen.